# Unterlassungsanspruch
Der Unterlassungsanspruch ist im Recht der sich aus dem Gesetz ergebende Anspruch eines Berechtigten auf Unterlassung bestimmter rechtswidriger Handlungen eines Störers.

## Allgemeines
Ein Unterlassungsanspruch ist dem Reichsgericht (RG) zufolge stets dann gegeben, wenn unerlaubtes Verhalten bereits verwirklicht wurde, weitere Eingriffe zu besorgen sind und mit einer Klage die Fortsetzung oder Vollendung der verübten Schädigung verhütet werden soll. Voraussetzung für die Entstehung des Unterlassungsanspruchs ist also grundsätzlich, dass sich jemand rechtswidrig verhalten hat. Liegt weder Besitzentziehung noch Vorenthaltung des Besitzes vor, gewährt § 1004 BGB dem Eigentümer einen Beseitigungs- und Unterlassungsanspruch gegen den Störer. Das RG stufte den Unterlassungsanspruch im Juni 1935 als höchstpersönliches Recht ein, weshalb er als solcher unübertragbar ist. Ein Unterlassungsanspruch ist stets ausgeschlossen, wenn den Betroffenen eine Duldungspflicht trifft.

## Arten
Es gibt gesetzliche und vertragliche Unterlassungsansprüche. Vertragliche Unterlassungsansprüche können sein, die wettbewerbsrechtliche Unterlassungserklärung, arbeits- oder gesellschaftsrechtliche Wettbewerbsverbote als vertragliche Nebenpflichten sowie Wettbewerbsverbote aus § 60 Abs. 1 HGB (Handlungsgehilfen) und § 112 HGB (offene Handelsgesellschaft). Bei der Unterlassungserklärung ist die Unterlassung vertragliche Hauptleistungspflicht.

## Rechtsgebiete
Der Unterlassungsanspruch ist wichtiger Bestandteil verschiedener Rechtsgebiete, insbesondere des Bürgerlichen Rechts, des Urheber-, Marken-, Wettbewerbsrechts, Medienzivilrechts und öffentlichen Rechts.

### Bürgerliches Recht
Der Eigentümer einer Sache kann gemäß § 903 BGB mit seinem Eigentum nach Belieben verfahren und andere von jeder Einwirkung ausschließen. Wirken andere rechtswidrig hierauf ein, bestehen Unterlassungsansprüche gemäß § 1004 Abs. 1 BGB. Diese können mit der Unterlassungsklage verfolgt werden, sofern Wiederholungsgefahr droht.
Bereits im Oktober 1929 hat das Reichsgericht die Vorschrift des § 1004 BGB auf alle absoluten Rechte analog angewendet und darüber hinaus auf alle deliktsrechtlich geschützten Rechtsgüter erweitert. Strukturell analoge Rechte räumen § 12 Satz 2 BGB dem Namensträger beim Namensrecht, § 541 BGB dem Vermieter bei vertragswidrigem Gebrauch durch den Mieter und § 862 Abs. 1 Satz 2 BGB dem Besitzer bei Besitzstörung ein. Gemäß § 241 Abs. 1 BGB kann die Leistung bei Schuldverhältnissen auch in einem Unterlassen bestehen wie beispielsweise bei der Unterlassungserklärung des Wettbewerbsrechts. Schuldrechtlich ist hierbei Unterlassen die Verpflichtung des Schuldners, etwas Bestimmtes nicht zu tun, was er zu tun berechtigt wäre.
Weitere gesetzliche Unterlassungsansprüche gibt es vor allem in § 910 BGB (Überhang im Nachbarrecht), § 1027 BGB (Beeinträchtigung der Grunddienstbarkeit), § 1029 BGB (Besitzer bei Grunddienstbarkeit), § 1053 BGB und § 1065 BGB (unbefugter Gebrauch des Nießbrauchs), § 1090 BGB (beschränkte persönliche Dienstbarkeit), § 1134 Abs. 1 BGB (Gefährdung der Hypothek), § 1192 BGB (Gefährdung der Grundschuld und Sicherungsgrundschuld) oder § 1227 BGB (Schutz des Pfandrechts).
Nach dem Gesetzeswortlaut („weitere“ Beeinträchtigung) soll eine in der Vergangenheit bereits stattgefundene oder noch fortbestehende rechtswidrige Beeinträchtigung Voraussetzung des Unterlassungsanspruchs sein. Jedoch erkennt die Rechtsprechung einen „vorbeugenden Abwehranspruch“ auch in Fällen an, in denen eine ernsthafte Beeinträchtigung erstmals unmittelbar droht, wenn eine erstmalige Rechtsverletzung ernsthaft zu besorgen ist. Er wird meist unpräzise als „vorbeugender Abwehranspruch“ bezeichnet. Die ernsthafte Gefahr einer bevorstehenden erstmaligen Beeinträchtigung kann dann aber nicht indiziell vermutet werden, sondern muss tatsächlich bestehen.
Wer in Allgemeinen Geschäftsbedingungen Klauseln, die nach den §§ 307 bis § 309 BGB unwirksam sind, verwendet oder für den rechtsgeschäftlichen Verkehr empfiehlt, kann gemäß § 1 UKlaG auf Unterlassung und im Fall des Empfehlens auch auf Widerruf in Anspruch genommen werden.

### Urheber-, Patent- und Markenrecht
Eine große wirtschaftliche Bedeutung haben die Unterlassungsansprüche bei der Verletzung von geistigem Eigentum. Mit der dem ihm eigeräumten Recht auf Unterlassung kann sich der Rechtsinhaber beispielsweise gegen illegale Downloads aus dem Internet (Musik-, Video- oder Filmdateien, Filesharing) durch Abmahnung nebst Unterlassungserklärung wehren. Normadressaten der das geistige Eigentum schützenden Gesetze sind hier nicht die Störer, sondern die so genannten Verletzer.
Wer das Urheberrecht widerrechtlich verletzt, kann gemäß § 97 Abs. 1 UrhG vom Urheber auf Beseitigung der Beeinträchtigung, bei Wiederholungsgefahr auf Unterlassung in Anspruch genommen werden. Der Anspruch auf Unterlassung besteht auch dann, wenn eine Zuwiderhandlung erstmals droht. Die Unterlassung ist daran zu erkennen, dass der Verletzer künftig von Urheberrechtsverletzungen absieht. Wer gegen § 95b Abs. 1 UrhG verstößt, kann gemäß § 2a UKlaG auf Unterlassung in Anspruch genommen werden.
Eine vergleichbare Unterlassungsnorm enthält § 139 Abs. 1 PatG für Patente, § 14 MarkenG für Marken, § 15 MarkenG für eine geschäftliche Bezeichnung sowie § 24 Abs. 1 GebrMG für Gebrauchsmuster.

### Handelsrecht
Wer in seinen Rechten dadurch verletzt wird, dass ein anderer einen Firmennamen unbefugt gebraucht, kann gemäß § 37 Abs. 2 HGB von diesem die Unterlassung des Gebrauchs der Firma verlangen. Bei dieser firmenrechtlichen Unterlassungsklage scheinen sich formelles und materielles Firmenrecht zu berühren. Es handelt sich um die Parallelvorschrift zu § 12 BGB bei Privatpersonen.
Der Vorstand ist der Aktiengesellschaft zur Loyalität verpflichtet. Verletzt er die dem Unternehmen gegenüber bestehende allgemeine Treuepflicht, kann er auf Unterlassung in Anspruch genommen werden. Besondere Ausprägungen der Treuepflicht sind das Wettbewerbsverbot (§ 88 AktG) und die Verschwiegenheitspflicht (§ 93 Abs. 1 AktG).

### Wettbewerbsrecht
Gemäß § 3 UWG sind unlautere geschäftliche Handlungen unzulässig; § 5a UWG behandelt die Irreführung durch Unterlassen, etwa das Verschweigen einer Tatsache oder die irreführende Werbung. Der Verletzer kann gemäß § 8 UWG auf Beseitigung und – bei Wiederholungsgefahr – auf Unterlassung in Anspruch genommen werden. Unlauterer Wettbewerb kann neben der Unterlassung auch zivilrechtliche Ansprüche auf Schadensersatz (§ 9 UWG), Gewinnabschöpfung (§ 10 UWG) oder Erstattung der Abmahnkosten (§ 12 Abs. 1 UWG) auslösen.

### Medienrecht
Im Medienzivilrecht ist der Unterlassungsanspruch praktisch der wichtigste Rechtsanspruch. Gerade bei Berichterstattungen in Massenmedien macht eine nachträgliche Geldentschädigung keinen Sinn. Das Ansehen der betroffenen Person wurde dann unwiderruflich beeinträchtigt. Deshalb wird hier oft im Vorfeld versucht, die Berichterstattung im Wege des vorbeugenden Rechtsschutzes zu verhindern.
Den Unterlassungsanspruch kann jeder geltend machen, der individuell durch eine unzulässige Äußerung in der Medienberichterstattung, sei es durch eine Tatsachenbehauptung oder eine Meinungsäußerung, in seinem Persönlichkeitsrecht, oder eine Bildnisveröffentlichung betroffen ist. Die Störung muss widerrechtlich sein, so dass eine Verletzung einer geschützten Rechtsposition zu befürchten ist. Hier muss im Einzelnen zwischen dem Persönlichkeitsrecht des Betroffenen und den Grundrechten des Äußernden abgewogen werden.
Anspruchsgegner ist nicht nur derjenige, der die Äußerung unmittelbar tätigt, sondern ggf. auch der Verbreiter der Äußerung (Verbreiterhaftung), also z. B. der Verlag, Rundfunkveranstalter usw. (siehe Presserecht).
Je nach betroffenem Recht sind unterschiedliche Verletzungstatbestände zu unterscheiden:
- Bei Beleidigungsdelikten: § 823 Abs. 2 BGB i. V. m. §§ 185 ff. StGB
- Bei unzulässigen Bildnisveröffentlichungen: § 823 Abs. 2 BGB i. V. m. § 22 KUG
- Bei unzulässigen Äußerungen: Verletzung des allgemeinen Persönlichkeitsrechts i. S. v. Art. 1 Abs. 1 i. V. m. Art. 2 Abs. 1 GG

Der Anspruch wird auf eine Gesamtanalogie der § 12, § 862, § 1004 BGB gestützt. Es handelt sich um ein höchstpersönliches Recht, das nicht übertragen werden kann.

### Öffentliches Recht
Der öffentlich-rechtliche Unterlassungsanspruch ergibt sich daraus, dass ein Hoheitsträger durch Verwaltungsakt oder sonstiges Verwaltungshandeln eine Störungshandlung vornimmt. Zumeist werden die zivilrechtlichen Normen analog herangezogen. Der Abwehranspruch des Bürgers richtet sich somit gegen staatliche Handlungen. In der Hauptsache sind dies Geräusch- oder Geruchsbelästigungen (z. B. von Kläranlagen) oder staatliche Warnungen. Von seinen Anspruchsvoraussetzungen ähnelt er sehr dem Folgenbeseitigungsanspruch, mit Ausnahme des Merkmals der Möglichkeit/Zumutbarkeit. Denn ein Unterlassen ist immer zumutbar und möglich. Er setzt also die Beeinträchtigung eines subjektiven Rechts durch hoheitliches Handeln und die Rechtswidrigkeit dieses Eingriffs voraus.
Der Anspruch wird hergeleitet aus einzelnen Freiheitsgrundrechten oder auch im Wege der Analogie bzw. durch Heranziehung eines allgemeinen Rechtsgedankens aus § 1004, § 906 BGB. Die Begründungen schließen sich aber nicht gegenseitig aus, sondern gipfeln in der Erkenntnis, dass der öffentlich-rechtliche Unterlassungsanspruch heute gewohnheitsrechtlich anerkannt ist. Danach ist der Abwehranspruch eines Nachbarn gegen den Lärm, der von einem von der öffentlichen Hand betriebenen Sportplatz ausgeht, öffentlich-rechtlicher Natur und deshalb vor den Verwaltungsgerichten geltend zu machen. In jedem Einzelfall sind wertende Elemente wie Herkömmlichkeit, Sozialadäquanz und allgemeine Akzeptanz in eine wertende Gesamtbeurteilung im Sinne einer Güterabwägung einzubeziehen. Im öffentlich-rechtlichen Nachbarstreit ist die Frage der Zumutbarkeit von Geräuschen nach den Maßstäben der §§ 3 Abs. 1 BImSchG und § 22 Abs. 1 BImSchG zu beurteilen.